# لومبياكي
بلدية لومبياكي (بالإسبانية: Lumpiaque) هي بلدية تقع في مقاطعة سرقسطة التابعة لمنطقة أراغون شمال شرق إسبانيا.

## الديموغرافيا
بلغ عدد سكان بلدية لومبياكي 939 نسمة عام 2011 (وفقاً للمعهد الوطني الإسباني للإحصاء).
| 962 | 938 | 936 | 984 | 975 | 1.050 | 939 |